# Joseph August von Törring-Guttenzell
Joseph August von Törring-Guttenzell, född den 1 december 1753 i München, död där den 9 april 1826, var en tysk greve och dramatisk författare. 
Han studerade juridik, blev 1773 hovkammarråd, var 1799—1801 president i Landesdirektion, senare president i statsrådet. Som dramatiker representerar han det speciellt bayerska riddardramat och skrev tragedin Agnes Bernauerin (1780) och dramat Kasper der Thorringer. Tragedin, som ofta har blivit spelad, bildar inledningen till en lång rad dramatiska arbeten — av bland andra Friedrich Hebbel och Otto Ludwig — om denna bayerska nationalgestalt. Det är skrivet i en kraftig, något bullrig stil.